# Jehovac
Jehovac är en ort i Bosnien och Hercegovina.   Den ligger i entiteten Federationen Bosnien och Hercegovina, i den centrala delen av landet, 30 km nordväst om huvudstaden Sarajevo. Jehovac ligger 547 meter över havet och antalet invånare är 608.
Terrängen runt Jehovac är huvudsakligen kuperad, men den allra närmaste omgivningen är platt.Runt Jehovac är det ganska tätbefolkat, med 93 invånare per kvadratkilometer.. Närmaste större samhälle är Gromiljak, 2,6 km sydost om Jehovac. 
Omgivningarna runt Jehovac är en mosaik av jordbruksmark och naturlig växtlighet.